# Il mistero del profumo verde
Il mistero del profumo verde (Le Parfum vert) è un film del 2022 scritto e diretto da Nicolas Pariser.

## Trama
Un attore della Comédie-Française muore avvelenato sul palco, facendo in tempo a fare un nome al suo collega Martin. Quest'ultimo, aiutato dalla fumettista Claire, presto si trova coinvolto nei loschi piani di una misteriosa organizzazione.

## Distribuzione
Il film è stato presentato in anteprima il 26 maggio 2022 alla Quinzaine des Réalisateurs del 75º Festival di Cannes. È stato distribuito nelle sale cinematografiche franco-belghe a partire dal 21 dicembre 2022 ed in quelle italiane dal 20 luglio 2023.